# Hypselodoris imperialis
Hypselodoris imperialis is een zeenaaktslak uit de familie van de Chromodorididae. De wetenschappelijke naam van de soort is voor het eerst geldig gepubliceerd in 1860 door Pease.
Deze slak komt voor langs de kusten van Hawaï (vermoedelijk ook op de Marshalleilanden), op een diepte van 1 tot 33 meter. De soort lijkt erg op de Risbecia godeffroyana. De slak is wit met gele vlekken, waarrond blauwe kringen liggen. De mantelrand bestaat uit een azuurblauwe lijn en is licht gekarteld. De rinoforen zijn blauw. Ze wordt, als ze volwassen is, zo'n 5 tot 7 cm lang.